# Fårevejle Station
Fårevejle Station er en dansk jernbanestation i Fårevejle Stationsby.